# Heart's Delight-Islington
Heart's Delight-Islington est une ville canadienne située sur l'île de Terre-Neuve dans la province de Terre-Neuve-et-Labrador.